# شعية فطرية
الفطريات الشعاعية أو الفطريات الشُعية أو الحارش أو أكتينومايسيس (الاسم العلمي: Actinomyces) هو جنس من البكتيريا يتبع فصيلة الشعاوية من رتبة الشعيات.

## من أنواعها
- شعية إسرائيلية (الاسم العلمي: Actinomyces israelii)
- شعية أوروبية (الاسم العلمي: Actinomyces europaeus)
- شعية جورجية (الاسم العلمي: Actinomyces georgiae)
- شعية جونسونية (الاسم العلمي: Actinomyces johnsonii)
- شعية سلاكية (الاسم العلمي: Actinomyces slackii)
- شعية فونكية (الاسم العلمي: Actinomyces funkei)
- شعية لزجة (الاسم العلمي: Actinomyces viscosus)
- شعية ميارية (الاسم العلمي: Actinomyces meyeri)
- شعية نوية (الاسم العلمي: Actinomyces neuii)
- شعية هونغ كونغية (الاسم العلمي: Actinomyces hongkongensis)
- شعية هويلية (الاسم العلمي: Actinomyces howellii)